# Клименівка (зупинний пункт)
Климе́нівка — пасажирський  залізничний зупинний пункт Харківської дирекції Південної залізниці на електрифікованій лінії Мерефа — Лозова між станціями Безпалівка (5 км) та Трійчате (7 км). Розташований поблизу однойменного села Чугуївського району Харківської області.

## Пасажирське сполучення
На платформі Клименівка зупиняються приміські електропоїзди Харківського та Лозівського напрямків.